# Rhinaplomyia
Rhinaplomyia – rodzaj muchówek z rodziny rączycowatych (Tachinidae).

## Wybrane gatunki
- R. echinata Mesnil, 1957
- R. nasuta (Villeneuve, 1937)[1]